# Tashan (Film)
Tashan (Hindi: टशने, übersetzt: „Stil“) ist ein actionreicher Bollywoodfilm aus dem Jahr 2008. Dieser Film markiert das Debüt des Regisseurs Vijay Krishna Acharya und wurde von Yash Raj Films produziert. An den Kinokassen hatte der Film einen mäßigen kommerziellen Erfolg.

## Handlung
Jeetender Kumar Makwana alias Jimmy Cliff arbeitet in einem Call-Center. Dort gibt er den Angestellten Englischunterricht. An einem verregneten Tag bittet ihn die hübsche Pooja, dem steinreichen Lakhan Singh, besser bekannt als Bhayyaji, Englisch beizubringen. Jimmy sagt dem Privatunterricht zu, mit den Hintergedanken, so in Poojas Nähe zu sein. Die beiden kommen sich denn auch näher und irgendwann überredet Pooja ihn, einen Koffer voller Geld von Bhayyaji zu stehlen.
Erst jetzt realisiert Jimmy, dass Bhayyaji ein mächtiger Gangsterboss ist und dass Pooja ihn nur ausgenutzt hat – denn Pooja ist mit dem Geld schon über alle Berge. Nun muss sich auch Jimmy vor Bhayyaji verstecken, da er im Verdacht steht, mit Pooja unter einer Decke zu stecken. Schließlich heuert Bhayyaji den Handlanger Bachchan Pandey an, um Pooja, Jimmy und das Geld zurückzuholen.
Es dauert nicht lange und Bachchan wird fündig – zuerst Jimmy und dann Pooja. Nur das ganze Geld fehlt, denn Pooja hat die Millionen an sieben verschiedenen Orten in ganz Indien versteckt. Nun machen sie sich zu dritt auf den Weg, um das gestohlene Geld aufzusammeln. Während dieser Reise finden Pooja und Bachchan durch ihre gemeinsame Vergangenheit heraus, dass beide in ihrer Jugend ineinander verliebt waren und ein Zwischenfall die beiden getrennt hatte. So wechselt Bachchan die Fronten und möchte Bhayyaji nur das Geld übergeben. Leider wusste Jimmy nichts von der Liebesgeschichte und füllt den Koffer mit Steinen.
Nachdem Pooja von dieser Aktion hört, erzählt sie Jimmy die Wahrheit über ihre Vergangenheit mit Bachchan und dass Bhayyaji für den Tod ihres Vaters verantwortlich ist. Jimmy glaubt ihr und sie versuchen Bachchan zu helfen, der bereits von Bhayyaji gefoltert wird. Nach einigen Kämpfen ist es Pooja, die Bhayyaji mit einem Messer ermordet – genauso wie er es bei ihrem Vater getan hatte.
In der letzten Szene wird gezeigt, dass Jimmy sein eigenes Call-Center eröffnet und Bachchan mit seiner Jugendliebe Pooja in einem Haus glücklich und zufrieden leben.

## Soundtrack
| Songtitel                   | Sänger/in                                       |
| --------------------------- | ----------------------------------------------- |
| Dil Haara                   | Sukhwinder Singh                                |
| Pooja Ka Tashan *           | Kareena Kapoor                                  |
| Chhaliya                    | Sunidhi Chauhan, Piyush Mishra                  |
| Jimmy Ka Tashan *           | Saif Ali Khan                                   |
| Dil Dance Maare             | Udit Narayan, Sukhwinder Singh, Sunidhi Chauhan |
| Bachchan Pandey Ka Tashan * | Akshay Kumar                                    |
| Falak Tak                   | Udit Narayan, Mahalakshmi Iyer                  |
| Bhaiyyaji Ka Tashan *       | Anil Kapoor                                     |
| Tashan Main                 | Vishal Dadlani, Master Saleem                   |

Die mit * markierten Titel sind nur Sprechgesänge, die im Film nicht zu hören sind.

## Kritik
„So gefallen die Drehorte in Kerala, am Ganges oder in Rajasthan - vor allem die Songsequenzen sind wahre Augenweiden. Auch das Erzähltempo hat seine Vorteile: Vor lauter Vorwärtsdrang wird es nur selten völlig langweilig. Und die Star-Power sorgt dafür, dass Bollywood-Fans immerhin etwas hibbeln können. Doch das ist freilich zu wenig, um den Film über das Mittelmass zu hieven. Regiedebütant Vijay Krishna Acharya, der sich zuvor als Drehbuchautor von Filmen wie Dhoom:2 ‚profiliert‘ hat, setzt damit die Reihe von Enttäuschungen fort, die das ehemalige Prestige-Studio Yashraj in letzter Zeit den Zuschauern vorsetzte.“

## Trivia
- Saif Ali Khans Sohn Ibrahim Ali Khan debütiert in der Rolle des jungen Jimmy Cliff[3].
- Kajol sollte auch eine Rolle in dem Film übernehmen, lehnte jedoch ab[4].
- Während der Dreharbeiten verliebten sich Saif Ali Khan und Kareena Kapoor ineinander[5]. Kapoor war zu dieser Zeit mit Schauspieler Shahid Kapoor liiert, von dem sie sich trennte.